# Tetranychus huhhotensis
Tetranychus huhhotensis är en spindeldjursart som beskrevs av Ehara, Gotoh och Hong 2008. Tetranychus huhhotensis ingår i släktet Tetranychus och familjen Tetranychidae. Inga underarter finns listade i Catalogue of Life.